# Пери (Јужна Каролина)
Пери (енгл. Perry) град је у америчкој савезној држави Јужна Каролина.

## Демографија
По попису из 2010. године број становника је 233, што је 4 (-1,7%) становника мање него 2000. године.
| Група             | 2000.       | 2010.       |
| Белци             | 131 (55,3%) | 140 (60,1%) |
| Афроамериканци    | 105 (44,3%) | 87 (37,3%)  |
| Азијати           | 0 (0,0%)    | 0 (0,0%)    |
| Хиспаноамериканци | 0 (0,0%)    | 0 (0,0%)    |
| Укупно            | 237         | 233         |